# Bovingdon
Bovingdon es una parroquia civil y un pueblo del distrito de Dacorum, en el condado de Hertfordshire (Inglaterra).

## Geografía
Según la Oficina Nacional de Estadística británica, Bovingdon tiene una superficie de 15,43 km².

## Demografía
Según el censo de 2001, Bovingdon tenía 5150 habitantes (55,77% varones, 44,23% mujeres) y una densidad de población de 333,77 hab/km². El 18,04% eran menores de 16 años, el 76,6% tenían entre 16 y 74, y el 5,36% eran mayores de 74. La media de edad era de 37,88 años. Del total de habitantes con 16 o más años, el 33,26% estaban solteros, el 52,88% casados, y el 13,86% divorciados o viudos.
El 91,69% de los habitantes eran originarios del Reino Unido. El resto de países europeos englobaban al 2,41% de la población, mientras que el 5,9% había nacido en cualquier otro lugar. Según su grupo étnico, el 92,49% eran blancos, el 1,48% mestizos, el 1,24% asiáticos, el 3,77% negros, el 0,29% chinos, y el 0,17% de cualquier otro. El cristianismo era profesado por el 71,2%, el budismo por el 0,25%, el hinduismo por el 0,19%, el judaísmo por el 0,68%, el islam por el 1,4%, el sijismo por el 0,1%, y cualquier otra religión por el 0,31%. El 16,37% no eran religiosos y el 9,5% no marcaron ninguna opción en el censo.
Había 1837 hogares con residentes, 45 vacíos, y 3 eran alojamientos vacacionales o segundas residencias.